# Umjetnost između dva rata
Dvadesete i tridesete godine 20. stoljeća u europskoj kulturnoj povijesti obilježene su sveopćim širenjem i prihvaćanjem pobuda što ih je dalo eksperimentalno i revolucionarno desetljeće likovnih umjetnosti na početku stoljeća. Znanstvenici i umjetnici se vraćaju u sigurno okrilje realizma, no on neće biti neutralan kao u 19. st., već će se pojaviti u osobnim inačicama umjetnika.

## Slikarstvo
Jedini cjelovito nov stil koji se pojavio poslije Prvog svjetskog rata je nadrealizam, koji se razvio iz metafizičkog slikarstva i dadaizma, s manifestom pjesnika Andre Bretona. Nadrealisti preziru zakone i ustaljene običaje, ali umjesto borbi s društvom, okrenuli su se stvarnosti i usmjerili istraživanju čovjekove unutrašnjosti, ljudskog duha koji je potisnut pritiskom društva. Slijedeći teoriju Sigmunda Freuda, kako čovjek ima dvije naravi, svijesnu (budnu) i podsvijesnu (potisnutu zakonima zajednice, ali se oslobađa u snu), nadrealisti se usmjeruju slobodnom lutanju prostorima mašte.
Slikari nadrealisti – Salvador Dali – pokazuje u zbilji nemoguće kombinacije iz snova, uvjerljivo da se doimaju kao istinitima. Njegove «fotografije sna» su pedantno oslikane, njihov sadržaj nije svakodnevnica, već vizije mašte u snovima. Blaži tip nadrealizma, koji ne izaziva strah i tjeskobu, nego zbunjuje i zabavlja zastupa slikar Rene Magritte. Na njegovim slikama nespojive bezazlene stvari i pojave stapaju krajnjom jasnoćom i oštrinom (razbijen prozor, s dijelovima krajolika na krhotinama). Tu se ubrajaju i slike M. C. Eschera, koji istražuje nemoguće i paradoksalne odnose (krakovi stuba nastavljaju se jedni na druge) te humoristički nadrealizam optičkih varki, kao i Joan Miró, blaga ironija, sloboda, mašta, likovi iz mašte.
20. st. je doba izrazitih individualnosti, među kojima je Pablo Picasso najosebujniji, najnadareniji i najtemperamentniji, ujedno simbol umjetnika toga doba. Djelatno i stvaralački snažno je sudjelovao u struji moderne umjetnosti. Neka rana djela odišu fovističkim žarom boja, a nakon kubističke faze odigrao je važnu ulogu u nadrealizmu. Uvijek je predvodio likovna zbivanja kao iskreni humanist koji je sudjelovao i suosjećao s čovjekom (nježna plava i ružičasta faza), ogorčeno je reagirao na fašistički teror i bombardiranje sela u Španjolskoj (slika Guernica), te slikao u službi izražavanja čovjekove sudbine (Žena plače – izobličeno lice). Njegove najstrašnije i najodbojnije slike  (mačak u zubima nosi krvav plijen primjerice) nastale su u doba nacističkog terora. Čest motiv je mrtva priroda, a slike nerijetko svjedoče i o Picassovom optimiznu nakon svršetka rata, oslobođenju i povratku demokracije humanističkoj Europi (slika Golubica mira).
U 20. st. svaki pojedinac razvijao je svoj stil – Piet Mondrian i Theo van Doesburg i geometrijski simboli, odnosno Vasilij Kandinski i organička apstrakcija. Marc Chagall – slikarstvo vrhunski domah izraza srodnog poeziji i lirskoj riječi, gdje je sve moguće, nema zakona i sila, likovi lebde prostorom, isprepliće se vrijeme, sadašnjost i uspomene iz djetinjstva. Na slikama Légera čovjek je također glavna tema, ali je ljudski lik zadržao čvrstoću volumena u ranom kubizmu. Paul Klee, predstavnik poezije, na slikama vlada mir i tišina, kao u začaranom svijetu. Nježne boje, najsuptilniji prijelazi, poniranje u svijet suzdržanih tonova. Svijet Maxa Beckmanna je tvrd i surov, naglašena žarka boja ubijena je crnom, likovi iskrivljeni, grubi, svjedoče o okrutnosti i negativnoj energiji. To vrijedi i za ekspresionističko slikarstvo O. Kokoschke.
Tridesetih godina su područja zapada i istoka Europe bila pod totalitarističkim i terorističkim režimima, koji su osim dokidanja osobnih sloboda građana, sprječavali i slobodan razvoj umjetnosti, te od umjetnika zahtijevali da nekritički slave i uzdižu vladajući sustav, ljude na vlasti i proklamiraju politiku: Francova Španjolska, Hitlerova Njemačka, Mussolinijeva Italija i Staljinov SSSR. U Njemačkoj se veliča tzv. arijska rasa, za etnički čisto carstvo njemačkih naroda, kao i Hitlerova težnja definitivnom istrebljenju Židova i porobljavanju Europe. Također je otvorio Veliku izložbu njemačke umjetnosti u smislu propagande, ismijavajući suvremenu umjetnost te autore Židove koji su «štetni» za «zdravu» njemačku omladinu. Državna umjetnost morala je prikazivati zdrava tijela mladih ljudi u sunčanoj prirodi. U skulpturi je uzor antička Grčka, ali se zbog prevelike simetrije sve doimalo mrtvim.
U Sovjetskom savezu žene su bile prikazivane uglavnom u kolhozima, a muškarci u tvornici, dok je okoliš ostao «lakiran» u lažnoj besramnnosti i uljepšavanju primitivnog partijskog kiča. Nije bilo ni traga slikama masovnih progona, zatvora, gulaga i konc logora. Stvara se kult ličnosti, veličanje Hitlera i Staljina te zaluđivanje masa.

## Film
Film, izumljen posljednjih godina 19. st., u početku je bio senzacija i atrakcija, no nije se uspio razviti za vrijeme 1. svjetskog rata te je zlatno doba nastupilo tek između dva svjetska rata. Riječ je o crno-bijelom, a do 1930. nijemom filmu, kada se sve moralo izreći slikom, mimikom, gestom i kretanjem. Film je svojevrsna dopuna likovnoj umjetnsoti, ali i konkurencija. Točno bilježi prizore iz života, ali s većom slobodom snova i mašte u oblikovanju. Filmski redatelji: Amerikanac David Wark Griffith i Rus Sergej Ejzenštejn. Griffith režira potresne osobne ljudske drame i majstorski snima velike povijesne spektakle i društvene kritike (Rađanje jedne nacije, Intolerance). Filmski umjetnici sudjelovali su u svim stilovima likovnih umjetnosti, prvi i najutjecajniji bio je ekspresionizam, osobito u njemačkom filmu. Kabinet doktora Caligarija redatelja Roberta Wienea, jedan je od najsnažnijih.
Za razvoj filmskog vizualnog govora važan je udio najvećeg humanista u filmu, Charlieja Chaplina, te tvoraca prvih animiranih filmova, Pat Sullivan (Mačak Felix), Max Fleisher (Mornar Popaj), Walt Disney (Miki Maus). Nedostatak zvuka rješavan je u crtanim filmovima vizualno, kao u stripu, ispisivanjem šumova ili slovima. Odnos čovjeka i stroja kao važnog čimbenika i simbola industrijske civilizacije što su ga veličali futuristi, ismijavali dadaisti, a nadrealisti prikazivali kao čudovište, najkreativnije je likovnim izrazom tumačio Charlie Chaplin u filmu Moderna vremena dokazujući kako je stroj zarobio čovjeka i ponizio umjesto da mu služi. Postaje žrtvom rada na pokretnoj vrpci, slike ujedno smiješne i tragične. Zastupao je moralna načela malog čovjeka te ismijao i Hitlera, i to u razdoblju njegove najveće moći. U filmu Veliki diktator Chaplin se izruguje nacizmu.

## Skulptura
U skulpturi ovog razdoblja odigrao se na samom početku stoljeća jednako odlučan dubinski prevrat poput onog u slikarstvu, a izveo ga je umjetnik Constantin Brâncuşi. Bio je to nevjerojatan pomak od humanizma i impresionaizma Auguste Rodina do krajnje stilizacije i apstrakcije. Gotovo svi slikarski stilovi pojavljivali su se i u skulputri, pa i usporedno. Tako je i Picasso oblikovao kubističke skulpture, kao i O. Zadkin te J. Lipschitz. Najbrojnije predstavnike i sljedbenike imala je apstraktna skulptura, iskušavajući sve tradicionalne, ali i suvremene materijale te novu sintetičku građu. Geometrijsku apstrakciju De Stijla pretvorio je u trodimenzionalne strukturalne kompozicije Vantongerloo. Jedna od važnih pojava je izlaganje običnih uporabnih predmeta kao skulptura (Marcel Duchamp). Umjetnik koji dostojno predstavlja 20. st., Brancusi, izveo je odlučan zaokret k posve novoj metodi, kakvu u slikarstvu zastupaju Kandinski i Mondrian (Glava).
Polegnuta skulptura jajeta iskazuje uvjerenje kako ni skulptura ne mora biti rob navika. Nije se nikad zaustavljao na dosegnutom, niti ponavljao, bio je neumorni istraživač i umjetnik nedostižne mašte. Nadmašio je sve što je do tad bilo oblikovano, i sve što su kipari ikad pomislili oblikovati. Prva Brancusijeva apstraktna skulptura je Ptica u letu. Poljubac je sušta suprotnost, dok ptica simbolizira visoku tehnologiju obrade kovina u industrijskoj epohi 20. st i bavi se pojmom brzine, kamena skulptura Poljubac vraća nas izvorima skulpture, prethistoriji, ali ju ne oponaša, nego primjenjuje kao načelo monumentalnosti.

## Arhitektura
Poput slikarstva i kiparstva, i arhitektura tog razdoblja podijeljena je na dva pola: državne narudžbe totalitarnih sustava Španjolske, Italije, Njemačke, SSSR-a koji zagovaraju historicizam i pseudomonumentalizam, a u ostalima demokratskim zemljama Europe slobodan razvoj, širenje i prihvaćanje autentične moderne arhitekture. Prvi umjetnički pokret, ujedno i stil u graditeljstvu, ponuđen iscrpljenim europskim građanima kao pobjeda razuma i gradnje nad besmislom destrukcije, potakla je umjetnička grupa okupljena oko časopisa "De Stijl" (1917. g.) koja je intenzivno djelovala dvadesetih godina. Neoplasticizam Mondriana i Van Doesburga znači posvemašnji prekid s tradicijom i kult racionalizma u arhitekturi. U oblikovanju se priznaju samo osnovni geometrijski elementi: ravna ploha i pravi kut, uz primjenu triju osnovnih boja: crvene, plave i žute. Rietveldova kuća Schroedeer u Utrechtu najbolji je primjer arhitekture prema načelima De Stijla. Najosebujniji su znak široke vodoravne ploče streha isturene slobodno u prostor te okomita ploča ograde balkona kao samostalna ploha. Jedan od ključnih problema industrijske epohe bio je kako osigurati da predmet, iako proizveden strojem i u mnoštvu jednakih primjeraka, ne bude hladan, već da bude skladan. Dok De Stijl spaja geometrijsku apstrakciju u slikarstvu sa strogo geometrijski oblikovanim prostorima i volumenima arhitekture, druga skupina europskih umjetnika razradila je program ponovnog povezivanja svih likovnih umjetnosti i dizajna, kao što je bilo nekoć, ali na temelju najnovijih likovnih istraživanja i domaha. U svojim istraživnajima žele obuhvatiti čovjeka, njegov dom te sve oko njega, a svoju skupinu i specijaliziranu školu nazvali su Bauhaus (kućogradnja). Spajanjem dviju starih akademija (likovne i primijenjenih umjetnosti) Walter Gropius je Bauhaus osnovao 1919. u Weimaru (na vlasti su tada bili socijalisti). Vodio je dva tečaja – na prvom su polaznici upoznavali materijale i tehnike njihove obrade, a na drugom se učilo crtanje, projektiranje i teorija oblika. Djela profesora i studenata njemačkog Bauhausa snažno su utjecala na industrijsku proizvodnju i na razvoj industrijskog dizajna u Europi. Među izumima ističu se kuhinjsko posuđe od aluminija, stolci s nogama i zaslonom i sl. Poput Picassa, i Le Corbusier je bio svestran u arhitekturi i urbanizmu. Smatrao je glavnom zadaćom arhitekta rješenje stanovanja najbrojnijeg dijela stanovništva bujajućih gradova, srednjeg staleža i radništva. Zauzimao se za načelo da jeftino i pristupačno ne mora biti siromašno. Jedno od njegovih vrhunskih djela je spomenik moderne arhitekture, vila Savoy, kuća novog izgleda i novog duha. Nije ukopana u tlo, nego lebdi na stupovima, nema izdvojene prozore, nema krova nego završava ravnom terasom.
Uz Gropiusa i Le Corbusiera treći čovjek koji stvara originalna i vrijedna djela je Nijemac Ludwig Mies van der Rohe. Van der Rohe je bio minimalist, jer je nastojao sa što manje građe i što jednostavnijim oblicima stvoriti plemenitu i otmjenu arhitekturu (manje je više). Radi jednostavnosti, čistoće i dosljednosti, njegovi se projekti doimaju izvanvremenski modernima (nacrt nebodera iz 1920.).
Razmjerno najveći broj građevina, pa i cijelih gradskih četvrti, sagrađen je u internacionalnom funkcionalističkom stilu europske arhitekture. Zajedništvo i jedinstvo načela potpisano je na prvom kongresu moderne arh. Arhitekti su pozvani da sagrade po jednu zgradu koja će predstavljati rješenje problema suvremenog, jeftinog i prikladnog stana.
U državnoj arhitekturi totalitarnih režima bilo je veličanje stroja i tehničkog napretka iznad čovjeka te pretjerani zanos prema budućnosti što je uzrokovalo prijezir prema svemu što je staro. Nerijetko je dolazilo i do ponižavanja tradicije, nasuprot starijim kulturama koje su sagrađivale novo na prošlim naraštajima. Sličnim odrednicama odlikovale su se fašistička, nacistička i komunistička arhitektura.